# معتمدية بني مهيرة
بني مهيرة هي معتمدية تابعة اداريا إلى ولاية تطاوين التي تقع بالجنوب التونسي وتبعد 45 كلم عن مركز الولاية. تحتوي على معتمدية وقصر بلدية هذا بالإضافة إلى العديد من المدارس الإبتداية وعدد 02 مدارس اعدادية ومدرسة ثانوية واحدة ونذكر أيضا مركز وسيط وهو عبارة عن مستشفى استعجالي غير مكتمل. يبلغ تعداد السكان في بني مهيرة حوالي 15 الف نسمة حسب منظمة التعداد السكاني (احصاءيات 2018). تضم معتمدية بني مهيرة عدة مناطق تابعة نذكر منها قصر عون، راس الود، المرة، الرهاش....
وتتعبر بني مهيرة منطقة شبه ريفية تغلب عليها الصبغة الفلاحية خاصة تربية الماشية.